# خوسيه دبليو. ديوكنو
خوسيه دبليو. ديوكنو الحائز على نيشان لاكندولة (26 فبراير عام 1922 - 27 فبراير عام 1987) والمعروف أيضًا باسم «كا بيبي» هو قومي ومحامي وسياسي فلبيني. يعتبر أب الدفاع عن حقوق الإنسان في الفلبين. تولى منصب عضو في مجلس الشيوخ الفلبيني ومن ثم وزيرًا للعدل والمدير المؤسس للجنة حقوق الإنسان ومؤسس مجموعة المساعدة القانونية الحرة وهي أقدم مجموعة لمحامي حقوق الإنسان في الفلبين. يعد ديوكنو الشخص الوحيد الذي حقق المرتبة الأولى في امتحان نقابة المحامين وامتحان البورد للمحاسبين القانونيين المعتمدين. كرس ديوكنو مسيرته المهنية لتعزيز حقوق الإنسان والدفاع عن السيادة الفلبينية وإقرار التشريعات الاقتصادية التي تصب في مصلحة الفلبين.
منح ديوكنو نيشان لاكندولة عقب وفاته في عام 2004. يعد هذا النيشان رتبة الشرف الأعلى في الفلبين. تحتفل الفلبين بيوم 27 فبراير وهو اليوم الذي يلي يوم ميلاده كيوم خوسيه دبليو. ديوكنو.

## النشأة والتعليم
ولد خوسيه دبليو. ديوكنو في مدينة مانيلا بتاريخ 26 فبراير عام 1922. يدعى والده رامون ديوكنو وماراسيغان وهو عضو سابق في مجلس الشيوخ وقاضٍ في المحكمة العليا من بلدية تال بمقاطعة باتانغاس ووالدته هي ليونور رايت غارسيا وهي من الميستيثو الأمريكيين المنحدرين من أصول بريطانية.
نشأ ديوكنو في مدينة إرميتا وتعمد في كنيسة إرميتا بتاريخ 3 سبتمبر عام 1922. كان ترتيبه السابع بين عشرة أطفال وكان عنده ثلاثة أخوة غير أشقاء من زوجة والده الأولى المدعوة مارثا فيلو ديوكنو والتي فارقت الحياة قبل عدة سنوات. اعتبر ديوكنو نفسه «فلبينيًا 100%» في ما بعد. واعتُبر قوميًا مناهضًا للاستعمارية حين كان عضوًا في مجلس الشيوخ وكان واحدًا من أربع أعضاء في المجلس ممن عارضوا تعديل قانون حقوق المساواة الأمريكي. كان جد خوسيه ديوكنو يدعى أنانياس ديوكنو وهو جنرال في البحرية وحاكم شارك في الثورة الفلبينية والحرب الأمريكية الفلبينية في أرخبيل فيزاياس. كان والد الجد الأكبر لأنانياس يدعى فيلكس بيرنغير دي ماركيناي فيتزجيرالد. يتطابق اسم الأخير مع اسم ماريكينا والذي شغل منصب النائب الملكي لإقليم إسبانيا الجديدة والحاكم العام للفلبين خلال الفترة الممتدة من عام 1788 حتى عام 1793. دخل بيرنغير دي ماركيناي في علاقة خارج نطاق الزواج مع امرأة صينية من أصول بريطانية من بلدة كاغساوا بمقاطعة ألباي تدعى ديميتريا سومولوني ليندو وأنجب منها ابنة واحدة. هجر ماركيناي عائلته حتى يعود إلى إسبانيا وأضحى لاحقًا فريقًا في البحرية في عام 1799. أشيع عنه أنه كان حاكمًا غير كفؤ ولكن مثابر في الآن ذاته.
كان ديوكنو يذهب مع والده إلى جلسات المحاكمات حين كان شابًا في الثانية عشر من العمر. وكان يحمل حقيبة والده ويجلس على كرسي صغير مخصص له خلف طاولة المحامي. تعلم ديوكنو اللغة الإنجليزية على يد مدرس خصوصي خلال فترة الكومنولث الأمريكي. تمتع ديوكنو بتناول العديد من الأطباق الإسبانية خلال نشأته وذلك على غرار تاباس أو أطباق جانبية مثل أنغولاس وأمبوتيدو أبيض وغالانتينا وتشوريزوس. كان يحب الطعام الفلبيني ويستمتع بالأرز الممزوج مع حليب كاراباو والبيض النيء وتابانغ أوسا (بالطريقة التي يضاف إليها الكاري).
تخرج ديوكنو من مدرسة دي لا ساليه الثانوية (الآن جامعة دي لا ساليه) بدرجة متفوق في عام 1937. حاز على درجة بكالوريوس في التجارة من نفس المدرسة. كان ملازمًا في فيلق تدريب قوات الاحتياط وكاتبًا مسرحيًا ومؤلفًا وقائدًا. عمل لاحقًا على صقل مهاراته في التصوير الفوتوغرافي وكان عنده استديو خاص به. أراد ديوكنو في بادئ الأمر دراسة الهندسة الميكانيكية، ولكنه تنازل لرغبة أهله في نهاية المطاف وآثر دراسة التجارة، وذلك على اعتبار أنهم أرادوه أن يدرس تخصصًا يشمل الدراسات القانونية. أدرك ديوكنو أنه كان يستمتع بالدورات القانونية أكثر من غيره وقرر دراسة القانون بمجرد إنهاء دراسته الجامعية. تخرج من الكلية بدرجة امتياز. قدم ديوكنو امتحان المحاسبين القانونيين المعتمدين في عام 1940، وانبغى عليه أخذ إعفاء خاص نظرًا لصغر سنه. حقق المرتبة الأولى في الامتحان بمقدار 91.18. ومع ذلك، لم يحصل على وثيقة ترخيص مناسبة حتى أصبح في الواحدة والعشرين من العمر وهو ما دفعه إلى الأخذ بنصيحة والده ودراسة القانون مثل باقي أشقائه.
أوقف ديوكنو دراسته في جامعة سانتو توماس التي كان قد التحق بها على إثر اندلاع الحرب العالمية الثانية. منحته المحكمة العليا الفلبينية إعفاءً خاصًا حين انتهت الحرب وسُمح له بخوض امتحان نقابة المحامين الفلبينيين وذلك على الرغم من عدم نيله لشهادته الجامعية. احتل المرتبة الأولى في امتحان نقابة المحامين بمعدل بلغ 95.3، وذلك مع حليفه المستقبلي الذي كان حينها يبلغ من العمر 24 عامًا والمدعو جوفيتو سالونغا في عام 1944. كانت هذه أعلى درجة يحققها أي شخص منذ خوسيه ل. كوينتوس من بلدة بولاكان في عام 1903. حصل كمكافأة على إجازة لشخص واحد في الولايات المتحدة وهناك تواصل مع كارمن نينا إيكاسيانو وهي طالبة تجارة من بلدة بولاكان كانت تدرس في جامعة الشرق الأقصى. اجتمع الاثنان في حفلة عشاء استضافها العمدة المستقبلي المدعو أرسينيو لاكسون في عام 1946، وهناك بدأ ديوكنو بالتودد إليها ورفض الاستماع إلى والده الذي أراد منه الزواج من ابنة خوسيه أباد سانتوس. سرعان ما تزوج ديوكنو من كارمن في كنيسة إرميتا بعد عودته من رحلته القصيرة. إذ تقدم إليها بعدما علِم على الهاتف بإصابتها بالسل وتعبيرها عن اشتياقها له.

## محامٍ صاعد ووزير للعدل
باشر ديوكنو ممارسة القانون في مكتب المحاماة الخاص بوالده بعدما حقق المرتبة الأولى في امتحان نقابة المحامين. استطاع استلام وكسب عدد من القضايا الهامة ومن ضمنها قضية فيرا ضد أفيلينو بالنيابة عن والده رامون ديوكنو الذي كان عضوًا في مجلس الشيوخ والذي شجع ابنه الشاب على تولي زمام الأمور في المكتب. كذلك نجح ديوكنو في التصدي لتهم التشهير التي وجهت إلى الشخصية الإذاعية وعمدة مانيلا أرسينيو لاكسون. كان لاكسون صديقًا مقربًا إذ اعتاد التردد بكثرة على ديوكنو وزوجته في منزلهما بمدينة باراناك في ساعات الصباح المبكرة حتى يعد لهما الفطور. وكان ديوكنو في المقابل يحرر أعمدة الصحف التي جاءت على ذكر لاكسون. اكتشف المؤرخون بعد مضي عدة سنوات على رحيل العمدة المفاجئ أن الأخير أراد أن يرشح ديوكنو كنائبه وذلك على خلفية الصيت الذي ناله كعمدة مانيلا وهو ما جعله من أبرز المرشحين الرئاسيين المحتملين في انتخابات عام 1965. خدم ديوكنو في لجانٍ حكومية مختلفة خلال عهد الرئيس رامون ماجسايساي وحظي بالمكانة الكافية التي مكنته من الالتحاق باللجنة الخاصة المكلفة بالنظر في وزارة المالية بحلول عام 1958. دُعي لاحقًا للعودة إلى العمل على التحقيق في أوجه الخلل التي تحدث في مكتب تصحيحات التوريد.
عين الرئيس ديوسدادو ماكاباغال ديوكنو وزيرًا للعدل بدعم من لاكسون، وذلك بعدما رسخ ديوكنو سمعته كفقيه قانوني في عام 1961. أصدر ديوكنو أوامر بمداهمة إحدى الشركات العائدة لرجل الأعمال الأمريكي هاري ستونهيل والذي اشتُبه بارتكابه جريمة التهرب الضريبي ورشو مسؤولين حكوميين وجرائم أخرى في شهر مارس من عام 1962. كشف تحقيق ديوكنو الذي استهدف ستونهل الفساد المنتشر في صفوف الحكومة وتحضر لملاحقة الضالعين في الأمر وذلك بصفته وزيرًا للعدل. ومع ذلك، تدخل الرئيس ماكاباغال وتفاوض على صفقة لتبرئة ستونهيل مقابل ترحيله وبعدها أمر ديوكنو بتقديم استقالته. علِم ديوكنو بنبأ استقالته من الأخبار وتلقى تهديدات بالقتل من مؤيدي الرئيس وهو ما دفع العمدة لاكسون إلى تأمين كادر أمني خاص بديوكنو.